# Jenseit des Tweed
Jenseit des Tweed (Untertitel: Bilder und Briefe aus Schottland) ist ein Reisebericht von Theodor Fontane. Er wurde 1860 erstmals veröffentlicht.

## Form
Das Buch enthält 28 Kapitel sowie eine „Vorbemerkung“ und eine „Schottische Geschichtstabelle“ des Autors.

## Name des Buches
Der Tweed ist der Grenzfluss Englands und Schottlands im Osten Großbritanniens. Die Wahl des verkürzten Wortes „jenseit“ statt „jenseits“ begründete Fontane so:

„Man muß das s in Jenseits fortlassen, wodurch die Leichtigkeit des Aussprechens sehr gewinnt.“

## Inhalt
Jenseit des Tweed handelt von einer Reise nach Schottland, die Fontane mit seinem Freund, dem Schriftsteller Bernhard von Lepel, im Sommer 1858 unternahm. Dabei schildert Fontane den Verlauf der Reise chronologisch. Von London reisen sie in die schottische Hauptstadt Edinburgh. Die ersten 13 Kapitel spielen dort. Von dort führt der Reiseweg in Richtung Norden und annähernd gegen den Uhrzeigersinn in die Stadt Stirling, zum See Loch Katrine, in die Städte Perth und Inverness, zum Culloden-Moor, dem Kaledonischen Kanal, nach Oban an der schottischen Westküste, zu den Inneren-Hebriden-Inseln Staffa und Iona und dem See Loch Lomond. Schließlich wird Edinburgh wieder erreicht. Die letzten beiden Kapitel handeln von Besuchen in der Melrose Abbey und in Abbotsford im Süden Schottlands.
Fontane beschreibt vor allem geschichtliche Ereignisse. Dabei bezieht er sich oft auf Sir Walter Scott, einen schottischen Autor von Historienromanen, aber auch auf Werke anderer Autoren, etwa die Tragödie Macbeth von William Shakespeare, die die durchreisten Gegenden zum Schauplatz haben.
Das Buch enthält zahlreiche Schwarz-Weiß-Illustrationen, meist zeitgenössische Stiche mit Abbildungen historischer Stätten.

## Hintergrund
Fontane lebte von 1855 bis 1859 in London als Auslandskorrespondent für die Centralstelle für Preßangelegenheiten. Von dort aus unternahm er als 40-Jähriger die Reise nach Schottland. Ursprünglich wollte er in diesem Zeitraum eine Kur machen, die aber nicht genehmigt worden war. Nachdem Fontane 1859 England verlassen hatte, kehrte er nie mehr in das Vereinigte Königreich zurück.
Im selben Jahr begann Fontane, die Wanderungen durch die Mark Brandenburg zu verfassen. Im Folgejahr erschienen Jenseit des Tweed und der Sammelband Aus England.

## Rezeption des Reiseberichts
„[…] daß er mit seinem Buch über die Reise, mit Jenseit des Tweed, sein persönlichstes Buch geschrieben hat. Persönlich insofern, als er ein schier unerschöpfliches historisches Detail- und Anekdotenwissen fast ohne Rücksicht auf die Vorkenntnisse und auf die Aufnahmefähigkeit der Leser ausbreitete. Das Echo in den Rezensionen war dennoch gut; aber zitiert wurden aus diesem Buch als Reportage und Reisefeuilleton handwerklich bemerkenswerten Buch später zumeist doch nur die Vorausdeutungen auf seine Rückkehr nach Preußen und auf die Wanderungen durch die Mark Brandenburg.“

## Editionen

### Deutsche Ausgaben
1859 sammelte Fontane seine Reiseberichte über Schottland unter dem Namen Jenseit des Tweed. Das Buch wurde dem Verlag Lorck in Leipzig angeboten, jedoch abgelehnt. Der Berliner Verlag Springer nahm das Buch im März 1860 an.
- Jenseit des Tweed – Bilder und Briefe aus Schottland. Springer, Berlin 1860 (das Kapitel Lochleven Castle wurde vergessen).
- Jenseit des Tweed – Bilder und Briefe aus Schottland. Rütten und Loening, Berlin 1974 (mit einem Nachwort von Gotthard Erler)
- Jenseit des Tweed. Nach der Erstausgabe von 1860 hrsg. von Otto Drude. Mit Bleistiftzeichnungen von Bernhard von Lepel. Harenberg, Dortmund (= Die bibliophilen Taschenbücher. Band 144).
- Jenseit des Tweed – Bilder und Briefe aus Schottland. 1. Auflage. Insel, Frankfurt 1989.
- Jenseit des Tweed – Bilder und Briefe aus Schottland. 2. Auflage. Insel, Frankfurt 1991, ISBN 978-3458327660.
- Wanderungen durch England und Schottland. 3. Auflage. Verlag der Nation, Berlin 1998, ISBN 978-3373004745 (Sammelband, kombiniert mit Reiseberichten aus England).
- Jenseit des Tweed – Bilder und Briefe aus Schottland. 6. Auflage. Aufbau, Berlin 2008, ISBN 978-3746652863.
- Jenseit des Tweed – Bilder und Briefe aus Schottland. Hrsg. von Maren Ermisch in Zusammenarbeit mit der Theodor Fontane-Arbeitsstelle, Universität Göttingen. Aufbau, Berlin 2016, ISBN 978-3-351-03137-4.

### Weitere Ausgaben
- Beyond the Tweed – A Tour of Scotland in 1858. Libris, 1999, ISBN 978-1870352956 und ISBN 978-1870352161 (englisch)